# Djimon Hounsou
Djimon Gaston Hounsou (Cotonou, 24 aprile 1964) è un attore e modello beninese naturalizzato statunitense, candidato due volte per l'Oscar al miglior attore non protagonista per i film In America - Il sogno che non c'era e Blood Diamond - Diamanti di sangue.

## Biografia
La vita di Djimon Hounsou è una tipica storia di riscatto sociale: emigrato dall'Africa senza un quattrino, a Parigi è diventato una star della moda. Tra il 1989 e il 1991 appare in video musicali come Straight Up di Paula Abdul e Love Will Never Do (Without You) di Janet Jackson. Debuttò come attore nel 1990 nel film Without You I'm Nothing. Il ruolo più importante della sua carriera è stato quello di Joseph Cinque, il capo della lotta alla schiavitù nel film Amistad, diretto da Steven Spielberg. Nel 2000 partecipa al celebre film di successo di Ridley Scott Il gladiatore, nel ruolo di Juba, lo schiavo amico di Massimo.
Nel 2003 interpreta Kosa, un agente segreto africano e alleato di Lara Croft nel film Lara Croft: Tomb Raider - La culla della vita. Ha lavorato anche in altre pellicole epiche come Le quattro piume, al fianco dello scomparso Heath Ledger e in Constantine, tratto dal fumetto Hellblazer della Vertigo, al fianco di un esordiente Shia LaBeouf e della star di Matrix Keanu Reeves. Nel 2004 ha la possibilità di conquistare un Oscar per il film In America - Il sogno che non c'era del celebre regista Jim Sheridan, diventando così il quarto attore afroamericano a venire candidato agli Oscar. Il premio però va a Tim Robbins.
Nel 2007 Honsou è stato candidato nuovamente agli Oscar come miglior attore non protagonista per il film Blood Diamond - Diamanti di sangue di Edward Zwick, ma il premio è andato ad Alan Arkin per Little Miss Sunshine. Sempre nel 2007, un sondaggio televisivo americano lo ha posizionato al primo posto nella classifica degli uomini di colore più belli del mondo, scavalcando la concorrenza di celebri attori come Will Smith e Denzel Washington. Djimon Hounsou è anche un grande appassionato di sport, pratica basketball, tennis e taekwondo.
Nel 2009 partecipa al film Push, con Chris Evans e Dakota Fanning. Nel 2013, è apparso nella commedia L'amore in valigia al fianco di Paula Patton. Interpreta il villain Korath nel film dedicato ai Guardiani della Galassia, dei Marvel Studios. Nel 2014 invece doppia il personaggio di Drago Bludvist, antagonista del film Dragon Trainer 2, seguito del film di successo Dragon Trainer. Nel 2015 torna sul grande schermo con Fast & Furious 7, pellicola in cui interpreta il terrorista Mose Jakande. Nel 2023 dà il volto al Generale Titus nel film Rebel Moon - Parte 1: Figlia del fuoco diretto Zack Snyder, con Sofia Boutella, ruolo ripreso nel sequel del 2024 dal titolo La sfregiatrice, diretto sempre da Snyder.

## Filmografia

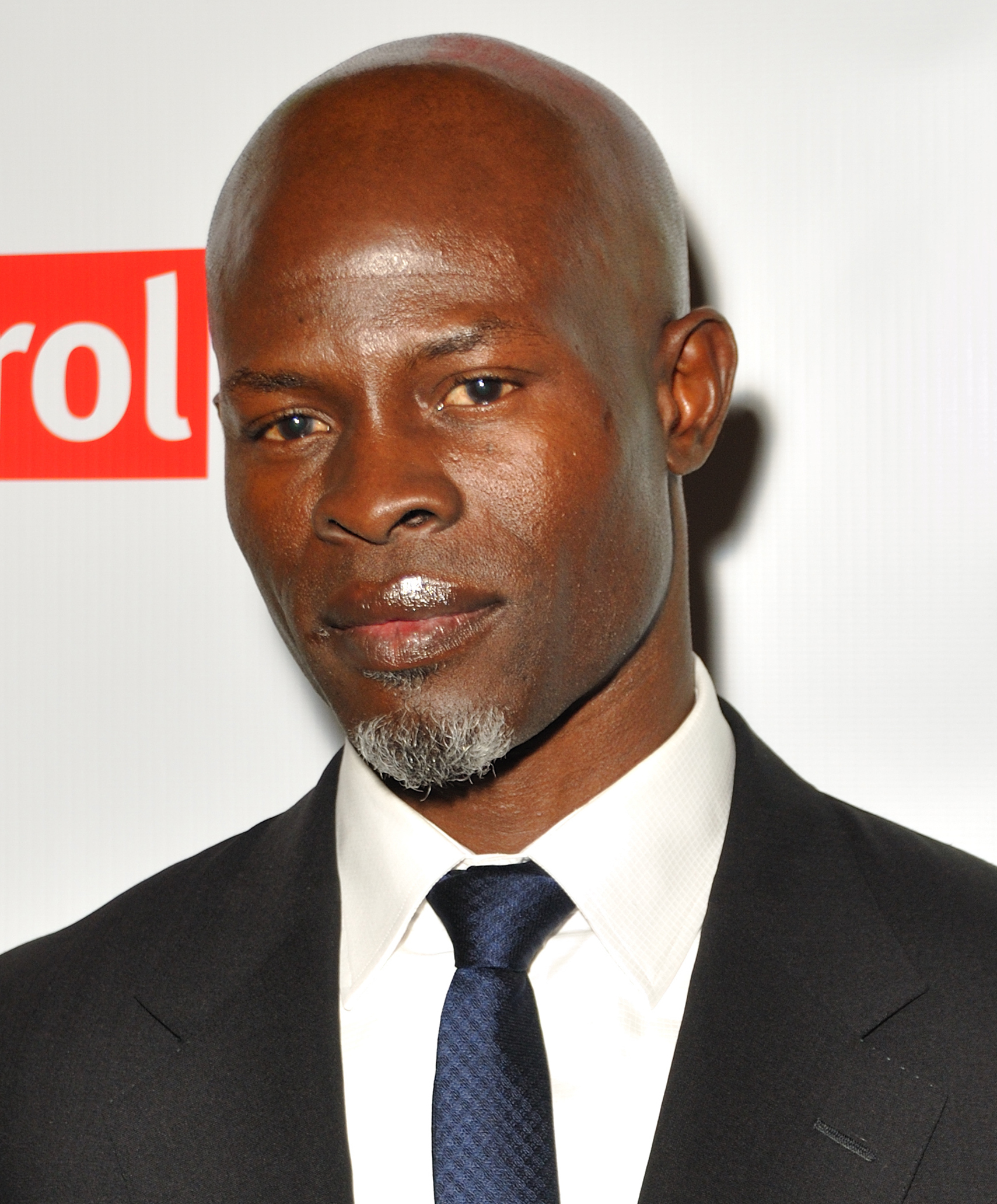
Djimon Hounsou al Final DipCon 2013

### Attore

#### Cinema
- Abuso di potere (Unlawful Entry), regia di Jonathan Kaplan (1992)
- Stargate, regia di Roland Emmerich (1994)
- Amistad, regia di Steven Spielberg (1997)
- Deep Rising - Presenze dal profondo (Deep Rising), regia di Stephen Sommers (1998)
- Il gladiatore (Gladiator), regia di Ridley Scott (2000)
- In fuga col cretino (Le Boulet), regia di Alain Berbérian (2002)
- Le quattro piume (The Four Feathers), regia di Shekhar Kapur (2002)
- In America - Il sogno che non c'era (In America), regia di Jim Sheridan (2002)
- Biker Boyz, regia di Reggie Rock Bythewood (2003)
- Lara Croft: Tomb Raider - La culla della vita (Lara Croft: Tomb Raider – The Cradle of Life), regia di Jan de Bont (2003)
- Blueberry, regia di Jan Kounen (2004)
- Constantine, regia di Francis Lawrence (2005)
- Beauty Shop, regia di Bille Woodruff (2005)
- The Island, regia di Michael Bay (2005)
- Blood Diamond - Diamanti di sangue (Blood Diamond), regia di Edward Zwick (2006)
- Eragon, regia di Stefen Fangmeier (2006)
- Never Back Down - Mai arrendersi (Never Back Down), regia di Jeff Wadlow (2008)
- Push, regia di Paul McGuigan (2009)
- The Tempest, regia di Julie Taymor (2010)
- Elephant White, regia di Prachya Pinkaew (2011)
- Special Forces - Liberate l'ostaggio (Forces spéciales), regia di Stéphane Rybojad (2011)
- L'amore in valigia (Baggage Claim), regia di David E. Talbert (2013)
- Guardiani della Galassia (Guardians of the Galaxy), regia di James Gunn (2014)
- Il settimo figlio (Seventh Son), regia di Sergei Bodrov (2014)
- Fast & Furious 7, regia di James Wan (2015)
- Air - I custodi del risveglio (Air), regia di Christian Cantamessa (2015)
- The Vatican Tapes, regia di Mark Neveldine (2015)
- The Legend of Tarzan, regia di David Yates (2016)
- King Arthur - Il potere della spada (King Arthur: Legend of the Sword), regia di Guy Ritchie (2017)
- Diverso come me (Same Kind of Different as Me), regia di Michael Carney (2017)
- Aquaman, regia di James Wan (2018)
- Shazam!, regia di David F. Sandberg (2019)
- Captain Marvel, regia di Anna Boden e Ryan Fleck (2019)
- Serenity - L'isola dell'inganno (Serenity), regia di Steven Knight (2019)
- Charlie's Angels, regia di Elizabeth Banks (2019)
- A Quiet Place II (A Quiet Place: Part II), regia di John Krasinski (2020)
- The King's Man - Le origini (The King's Man), regia di Matthew Vaughn (2021)
- Black Adam, regia di Jaume Collet-Serra (2022)
- Shazam! Furia degli dei (Shazam! Fury of the Gods), regia di David F. Sandberg (2023)
- Gran Turismo - La storia di un sogno impossibile (Gran Turismo), regia di Neill Blomkamp (2023)
- Rebel Moon - Parte 1: Figlia del fuoco (Rebel Moon - Part One: A Child of Fire), regia di Zack Snyder (2023)
- A Quiet Place - Giorno 1 (A Quiet Place: Day One), regia di Michael Sarnoski (2024)
- Rebel Moon - Parte 2: La sfregiatrice (Rebel Moon - Part Two: The Scargiver), regia di Zack Snyder (2024)

#### Televisione
- Beverly Hills 90210 – serie TV, 1 episodio (1990)
- E.R. - Medici in prima linea (ER) – serie TV, 6 episodi (1999)
- Soul Food – serie TV, 1 episodio (2001)
- Alias – serie TV, 3 episodi (2003-2004)
- Wayward Pines – serie TV, 10 episodi (2016)

### Doppiatore
- Killing Zoe, regia di Roger Avary (1993)
- La famiglia della giungla (The Wild Thornberrys) – serie TV, 1 episodio (2000)
- Black Panther – miniserie TV, 6 episodi (2010)
- Dragon Trainer 2 (How to Train Your Dragon 2), regia di Dean DeBlois (2014)
- Dragons - Oltre i confini di Berk (Dragons - Race to the Edge) – serie animata, 1 episodio (2018)
- Invincible – serie animata, 1 episodio (2021)
- What If...? – serie animata (2021)
- Paws of Fury - La leggenda di Hank (Paws of Fury: The Legend of Hank), regia di Rob Minkoff, Mark Koetsier e Chris Bailey (2022)

## Riconoscimenti
- Premio Oscar
  - 2004 – candidatura al miglior attore non protagonista per In America - Il sogno che non c'era
  - 2007 – candidatura al miglior attore non protagonista per Blood Diamond - Diamanti di sangue
- Golden Globe
  - 1998 – candidatura al miglior attore in un film drammatico per Amistad
- Blockbuster Entertainment Awards
  - 2001 – candidatura al miglior attore non protagonista in un film d'azione per Il gladiatore

## Doppiatori italiani
Nelle versioni in italiano delle opere in cui ha recitato, Djimon Hounsou è stato doppiato da:
- Roberto Draghetti in Lara Croft: Tomb Raider - La culla della vita, The Island, Eragon, Push, Il settimo figlio, Air - I custodi del risveglio, Diverso come me, Aquaman, Serenity - L'isola dell'inganno, A Quiet Place II
- Stefano Mondini in Blueberry, Guardiani della Galassia, Wayward Pines, Captain Marvel, The King's Man - Le origini, Rebel Moon - Parte 1: Figlia del fuoco, Rebel Moon - Parte 2: La sfregiatrice
- Massimo Rossi ne Il gladiatore, In America - Il sogno che non c'era, Biker Boyz
- Alberto Angrisano in Alias, Beauty Shop, A Quiet Place - Giorno 1
- Francesco Pannofino in Le quattro piume, Constantine
- Fabio Boccanera in Blood Diamond - Diamanti di sangue, Elephant White
- Simone Mori in Never Back Down - Mai arrendersi, Gran Turismo - La storia di un sogno impossibile
- Stefano Thermes in King Arthur - Il potere della spada, Charlie's Angels
- Pierluigi Astore in Shazam!, Shazam! Furia degli dei
- Gerolamo Alchieri in E.R. - Medici in prima linea
- Claudio Fattoretto in Deep Rising - Presenze dal profondo
- Christian Iansante in In fuga col cretino
- Franco Mannella in Special Forces - Liberate l'ostaggio
- Francesco Bulckaen in L'amore in valigia
- Marco Mete in Fast & Furious 7
- Stefano Alessandroni in The Vatican Tapes
- Sidy Diop in The Legend of Tarzan

Da doppiatore è sostituito da:
- Massimo Corvo in Dragon Trainer 2
- Emidio La Vella in Invincible
- Stefano Mondini in What If...?
- Roberto Stocchi in Paws of Fury - La leggenda di Hank